# Японская военная иена
Япо́нская вое́нная ие́на — оккупационные военные деньги, выпускавшиеся на территориях, оккупированных Японией в период Русско-японской войны, Первой мировой войны, Гражданской войны в России, Японо-китайской войны и Вторжения во Французский Индокитай.

## Выпуск периода Русско-японской войны
В период Русско-японской войны (1904—1905) для оплаты оккупационных расходов японских войск в Маньчжурии и Корее выпускались банкноты в 10, 20, 50 сен, 1, 5 и 10 иен. Выпускались также поддельные российские кредитные билеты.

## Выпуск периода Первой мировой войны
Япония вступила в войну в 1914 году на стороне Антанты. 27 августа 1914 японские войска начали осаду Циндао — германской колонии в Китае. 7 ноября крепость Циндао сдалась.
В обращение были выпущены банкноты в 10, 20, 50 сен, 1, 5, 10 иен.

## Выпуск периода Гражданской войны в России
В 1918—1920 годах Япония приняла участие в интервенции стран Антанты в Сибири и на Дальнем Востоке. Были выпущены банкноты с надписью на русском языке «Императорское Японское Правительство» в 10, 20, 50 сен, 1, 5, 10 иен и банкноты Тёсэн-банка в 10, 20 и 50 сен.

## Выпуски периода Японо-китайской войны 1937—1945
Военные действия в Китае были начаты осенью 1931 года вторжением в Маньчжурию. В 1932 году в оккупированной Маньчжурии было создано марионеточное государство Маньчжоу-го, начавшее в том же году выпуск собственной валюты — юаня Маньчжоу-го. В 1932 году произошёл краткосрочный «Инцидент 28 января», а в 1933 году — вторжение в Жэхэ, после которого было заключено перемирие, продолжавшееся 4 года. В этот период военные деньги Японией не выпускались, для обеспечения войск в Северном Китае использовались банкноты Тёсэн-банка, в Центральном Китае — банкноты Банка Японии.
7 июля 1937 года произошёл инцидент на Лугоуцяо, послуживший формальным поводом для начала Второй японо-китайской войны.
14 октября 1938 года было опубликовано объявление о выпуске военных банкнот для оплаты военных издержек. С этой целью учреждались специальные агентства в Шанхае, Нанкине, Ханчжоу и Сучжоу. Агентства также должны были изъять из обращения банкноты Банка Японии. Военные иены печатались в Японии, а их эмиссия на территории Китая производилась Иокогама Спешл банком по поручению министерства финансов Японии и Банка Японии. Военная иена выпускалась без всякого обеспечения. Первоначально военная иена использовалась для расчётов с торговыми предприятиями, обслуживающими оккупантов, затем они стали использоваться для всех расчётов с местным населением и для выплаты жалования военнослужащим.
Формально курс военной иены к японской иене составлял 1:1. Курс к местной валюте был установлен только после образования марионеточных правительств и учреждения ими подконтрольных Банку Японии эмиссионных банков.
1 января 1941 года на чёрном рынке Шанхая 100 военных иен приравнивались к 166,60 китайского юаня, что соответствовало курсу — 1 военная иена = 9,16 цента США, в то время как официальный курс Банка Японии составлял — 1 иена = 237⁄16 цента США. С целью устранения влияния обесценения военной иены на курс японской иены в декабре 1941 года обращение банкнот Банка Японии в Центральном Китае было запрещено. За отказ от приёма военной иены была введена смертная казнь.
Военные иены были использованы Японией для приобретения в Китае значительных сумм американских долларов и фунтов стерлингов, которые использовались для приобретения стратегического сырья и вооружения.
После образования марионеточных китайских правительств для обеспечения японских войск использовались также деньги созданных этими правительствами эмиссионных банков. При этом оккупантами предпринимались меры к изъятию из обращения китайских национальных банкнот и замене их деньгами марионеточных правительств.
В начале 1943 года правительство Японии решило унифицировать денежное обращение на оккупированной территории. 1 апреля выпуск военных иен прекращался. Контролируемый японцами Центральный резервный банк Китая выкупал военные иены по курсу: 1 иена = 5,55 юаней Центрального резервного банка.
К концу 1940 года в Китае было выпущено военных денег на сумму около 600 млн иен. Данных об эмиссии за 1941—1943 годы нет.
Первый выпуск военных иен был произведён купюрами в 10, 50 сен, 1, 5, 10 иен. Купюры этого выпуска были оформлены по образцу купюр выпуска 1904—1905 и 1918 годов. Следующий выпуск (1938—1939 годов) печатался с клише банкнот Банка Японии в 1, 5, 10 и 100 иен, но банкноты имели дополнительные надпечатки об обращении только в вооружённых силах. Банкноты третьего выпуска (1938—1939) в 1, 5, 10 и 100 иен однотипны со вторым выпуском, но вместо названия банка — надпись «Императорское японское правительство», внизу надпечатки нет. Купюры четвёртого выпуска (1939 год) печатались в 1, 5, 10, 50 сен, 1, 5, 10 иен с изображением птицы или дракона. Пятый выпуск (1940 год) выпущен в купюрах: 21⁄2 рина, 1, 5, 10, 50 сен, 1, 5, 10, 100 иен. Рисунок аналогичен рисунку на банкнотах четвёртого выпуска, отличается только надпись (7 иероглифов вместо 11-ти).
Для обеспечения японских войск в Кантоне и Южном Китае использовались банкноты второго и третьего выпусков с небольшими круглыми надпечатками.

## Выпуск в Северном Индокитае
После капитуляции Франции во Второй мировой войне Япония 29 июня подписала с вишистами соглашение о запрете провоза грузов в Китай через территорию Французского Индокитая, который служил одним из немногих каналов связи с внешним миром для Китая. Несмотря на соглашение, железнодорожный проезд до Юньнани всё ещё оставался открытым. В результате давления на правительство Виши снабжение Китая сырьём и оружием по маршруту Хайфон — Юньнань прекратилось. В Индокитае обосновался военный гарнизон, который обеспечивался поддержкой флота и авиационных баз на острове Хайнань.
22 сентября 1940 года между Францией и Японией заключено соглашение о размещении японских войск в Северном Индокитае. Японцы получили право базирования и транзита до 6000 военнослужащих. Через день была осуществлена их высадка в Хайфоне. Одновременно было начато выдвижение войск в Индокитай из оккупированного японцами Южного Китая. Одна из войсковых колонн 5-й дивизии пересекла границу и после непродолжительных боёв с французскими легионерами взяла под контроль ж.-д. станцию в Лангшоне.
23 сентября вишистская Франция обратилась к правительству Японии с протестом против нарушения условий соглашения. Однако уже 26 сентября две японские дивизии завершили размещение на севере Индокитая, что позволило Японии полностью изолировать Китай от внешнего мира, за исключением направления из Бирмы.
Для обеспечения японских войск в Северном Индокитае использовались купюры пятого выпуска с отличительным знаком (иероглифом «ро», за которым следовала единица).